# Olympische Winterspiele 2014/Teilnehmer (Österreich)
| Gelbes Symbol für Goldmedaillen mit stilisierten Olympischen Ringen | Graues Symbol für Silbermedaillen mit stilisierten Olympischen Ringen | Braundes Symbol für Bronzemedaillen mit stilisierten Olympischen Ringen |
| ------------------------------------------------------------------- | --------------------------------------------------------------------- | ----------------------------------------------------------------------- |
| 4                                                                   | 8                                                                     | 5                                                                       |

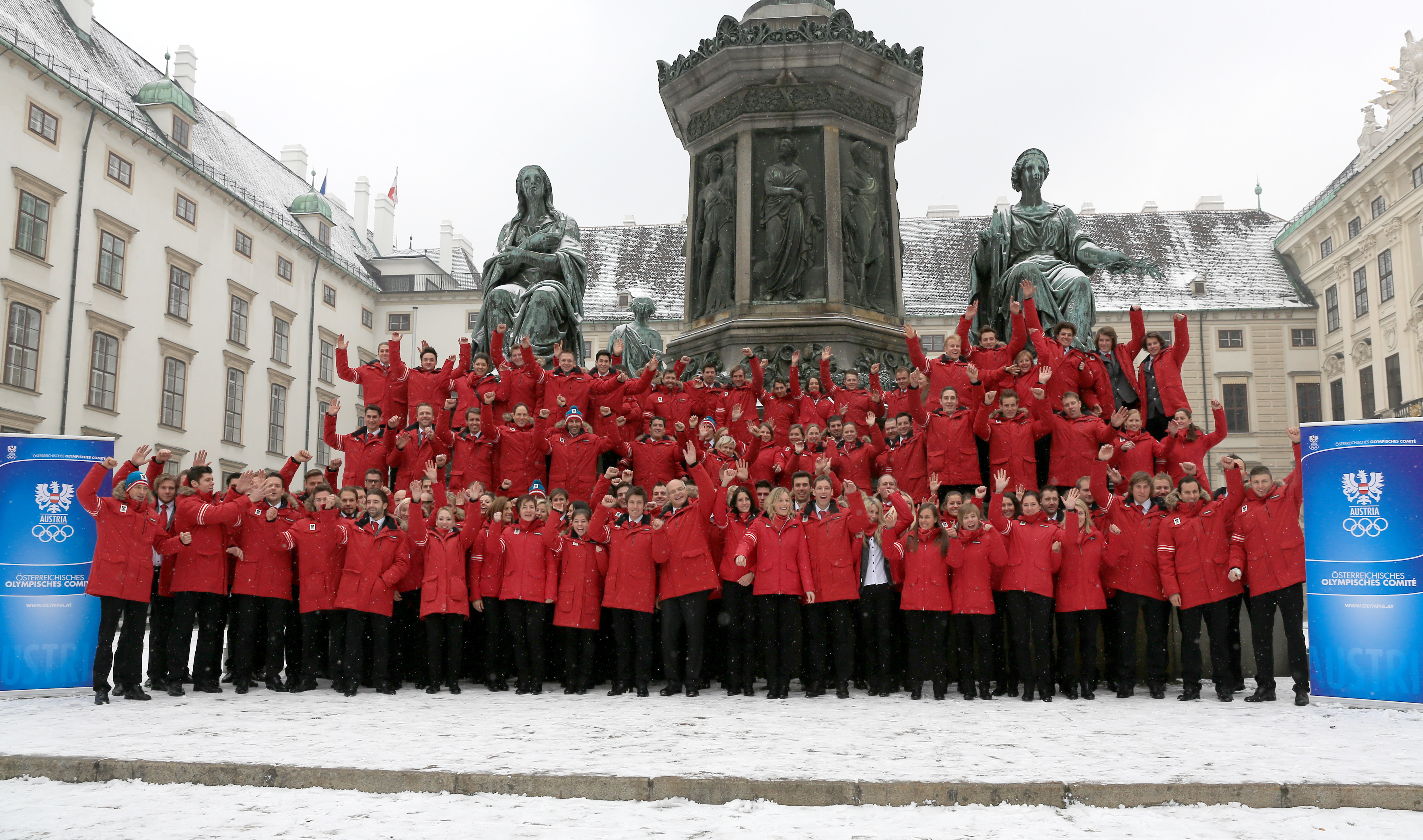
Der Großteil des österreichischen Teams zu den Olympischen Spielen 2014

Österreich nahm an den Olympischen Winterspielen 2014 in Sotschi mit 130 Athleten, darunter 41 Frauen und 89 Männer, in 14 der 15 Sportarten teil. Lediglich im Curling war Österreich nicht vertreten.

## Nominierungen
Das Österreichische Olympische Comité nominierte die Athleten offiziell am 27. Jänner 2014. Es war dies das bis dahin größte österreichische Aufgebot bei Olympischen Winterspielen. Nur zu den Sommerspielen 1936 in Berlin schickte das ÖOC mit 176 Sportlern mehr Athleten.
Von den 130 Athleten nahmen schließlich 125 an Wettbewerben teil. Der Skilangläufer Johannes Dürr wurde am Schlusstag der Spiele wegen eines positiven Dopingtests aus dem ÖOC-Team ausgeschlossen.

## Flaggenträger
Am 27. Jänner 2014 gab das ÖOC bekannt, dass der Skirennläufer Benjamin Raich, Doppelolympiasieger von Turin 2006, bei der Eröffnungsfeier die österreichische Delegation als Fahnenträger anführen soll. Wenige Tage vor der Eröffnungsfeier erklärte Raich, dass er später als geplant nach Sotschi reisen werde und somit nicht Fahnenträger sein könne. Als neuer Fahnenträger wurde seitens des ÖOC Raichs Schwager, der nordische Kombinierer Mario Stecher, Mannschaftsolympiasieger 2006 und 2010, ernannt.
Bei der Schlussfeier wurde die österreichische Fahne von der Olympiasiegerin im erstmals ausgetragenen Snowboard-Parallelslalom, Julia Dujmovits, ins Stadion getragen.

## Medaillen

### Medaillenspiegel
Die österreichischen Sportlerinnen und Sportler gewannen bei den Olympischen Winterspielen in Sotschi 17 Medaillen, davon vier in Gold, acht in Silber und fünf in Bronze. Somit waren die Spiele von Sotschi gemessen an Medaillen die dritterfolgreichsten Spiele in der ÖOC-Geschichte. Lediglich bei den Spielen 2006 in Turin bzw. 1992 in Albertville konnte der österreichische Delegation mehr Medaillen gewinnen.
| Rang   | Sportart              | Gold | Silber | Bronze | Gesamt |
| ------ | --------------------- | ---- | ------ | ------ | ------ |
| 1      | Ski Alpin             | 3    | 4      | 2      | 9      |
| 2      | Snowboard             | 1    | —      | 1      | 2      |
| 3      | Skispringen           | —    | 2      | —      | 2      |
| 4      | Biathlon              | —    | 1      | 1      | 2      |
| 5      | Rennrodeln            | —    | 1      | —      | 1      |
| 6      | Nordische Kombination | —    | —      | 1      | 1      |
| Gesamt | Gesamt                | 4    | 8      | 5      | 17     |

### Medaillengewinner
Die erfolgreichste österreichische Athletin der Spiele war die alpine Skirennläuferin Anna Fenninger, die im Super-G Gold und im Riesenslalom Silber gewinnen konnte. Matthias Mayer gewann als erster Österreicher seit 2002 die in Österreich prestigeträchtige Goldmedaille im Abfahrtslauf. Der 34-jährige Mario Matt wurde mit seinem Sieg im Slalom zum ältesten Olympiasieger im alpinen Skilauf. Julia Dujmovits gewann die erste Snowboard-Goldmedaille für Österreich und die erste Medaille bei Winterspielen für das Burgenland.
| Name/n                                                                   | Sportart              | Wettkampf                    | Datum       |
| ------------------------------------------------------------------------ | --------------------- | ---------------------------- | ----------- |
| Gold                                                                     |                       |                              |             |
| Matthias Mayer                                                           | Ski Alpin             | Abfahrt                      | 09. Februar |
| Anna Fenninger                                                           | Ski Alpin             | Super-G                      | 15. Februar |
| Julia Dujmovits                                                          | Snowboard             | Parallelslalom               | 22. Februar |
| Mario Matt                                                               | Ski Alpin             | Slalom                       | 22. Februar |
| Silber                                                                   |                       |                              |             |
| Dominik Landertinger                                                     | Biathlon              | Sprint                       | 08. Februar |
| Nicole Hosp                                                              | Ski Alpin             | Super-Kombination            | 10. Februar |
| Daniela Iraschko-Stolz                                                   | Skispringen           | Einzelspringen Normalschanze | 11. Februar |
| Andreas Linger Wolfgang Linger                                           | Rennrodeln            | Doppelsitzer                 | 12. Februar |
| Michael Hayböck Thomas Diethart Thomas Morgenstern Gregor Schlierenzauer | Skispringen           | Teamspringen Großschanze     | 17. Februar |
| Anna Fenninger                                                           | Ski Alpin             | Riesenslalom                 | 18. Februar |
| Marlies Schild                                                           | Ski Alpin             | Slalom                       | 21. Februar |
| Marcel Hirscher                                                          | Ski Alpin             | Slalom                       | 22. Februar |
| Bronze                                                                   |                       |                              |             |
| Nicole Hosp                                                              | Ski Alpin             | Super-G                      | 15. Februar |
| Lukas Klapfer Christoph Bieler Bernhard Gruber Mario Stecher             | Nordische Kombination | Teamwettkampf                | 20. Februar |
| Kathrin Zettel                                                           | Ski Alpin             | Slalom                       | 21. Februar |
| Benjamin Karl                                                            | Snowboard             | Parallelslalom               | 22. Februar |
| Christoph Sumann Daniel Mesotitsch Simon Eder Dominik Landertinger       | Biathlon              | Staffel                      | 22. Februar |

## Teilnehmer nach Sportarten

### Biathlon
| Athleten                                                            | Wettbewerbe        | Zeit         | Fehler        | Rang         |
| ------------------------------------------------------------------- | ------------------ | ------------ | ------------- | ------------ |
| Frauen                                                              |                    |              |               |              |
| Lisa Hauser                                                         | 7,5 km Sprint      | 22:15,6 min  | 0             | 27           |
| Lisa Hauser                                                         | 10 km Verfolgung   | 33:25,0 min  | 3 (1+0+1+1)   | 38           |
| Lisa Hauser                                                         | 15 km Einzel       | 48:56,4 min  | 1 (0+0+0+1)   | 35           |
| Katharina Innerhofer                                                | 7,5 km Sprint      | 24:49,0 min  | 4 (1+3)       | 75           |
| Katharina Innerhofer                                                | 15 km Einzel       | 48:28,3 min  | 4 (1+1+1+1)   | 27           |
| Iris Schwabl                                                        | Ohne Einsatz       | Ohne Einsatz | Ohne Einsatz  | Ohne Einsatz |
| Männer                                                              |                    |              |               |              |
| Julian Eberhard                                                     | Ohne Einsatz       | Ohne Einsatz | Ohne Einsatz  | Ohne Einsatz |
| Simon Eder                                                          | 10 km Sprint       | 25:26,9 min  | 1 (0+1)       | 18           |
| Simon Eder                                                          | 12,5 km Verfolgung | 44:18,7 min  | 5 (0+2+2+1)   | 37           |
| Simon Eder                                                          | 15 km Massenstart  | 40:10,8 min  | 2 (2+0+0+0)   | 7            |
| Simon Eder                                                          | 20 km Einzel       | 52:09,4 min  | 2 (0+0+1+1)   | 20           |
| Dominik Landertinger                                                | 10 km Sprint       | 24:34,8 min  | 0             | Silber       |
| Dominik Landertinger                                                | 12,5 km Verfolgung | 34:37,5 min  | 3 (0+0+1+2)   | 10           |
| Dominik Landertinger                                                | 15 km Massenstart  | 43:32,8 min  | 2 (1+0+0+1)   | 7            |
| Dominik Landertinger                                                | 20 km Einzel       | 50:14,2 min  | 0             | 5            |
| Daniel Mesotitsch                                                   | 10 km Sprint       | 26:06,6 min  | 2 (0+2)       | 38           |
| Daniel Mesotitsch                                                   | 12,5 km Verfolgung | 36:23,4 min  | 3 (1+0+1+1)   | 37           |
| Daniel Mesotitsch                                                   | 20 km Einzel       | 53:53,3 min  | 3 (2+0+1+0)   | 39           |
| Christoph Sumann                                                    | 10 km Sprint       | 25:25,5 min  | 0             | 20           |
| Christoph Sumann                                                    | 12,5 km Verfolgung | 34:43,0 min  | 0             | 12           |
| Christoph Sumann                                                    | 15 km Massenstart  | 45:39,0 min  | 4 (1+2+1+0)   | 27           |
| Christoph Sumann                                                    | 20 km Einzel       | 52:39,1 min  | 1 (0+1+0+0)   |              |
| Christoph Sumann Daniel Mesotitsch Simon Eder Dominik Landertinger  | 4 × 7,5 km Staffel | 1:12:45,7 h  | 0+7 (0+4 0+3) | Bronze       |
| Mixed                                                               |                    |              |               |              |
| Friedrich Pinter Lisa Hauser Katharina Innerhofer Daniel Mesotitsch | 4 × 6 km Staffel   | 1:12:34,8 h  | 1+7 (0+0 1+7) | 8            |

### Bob

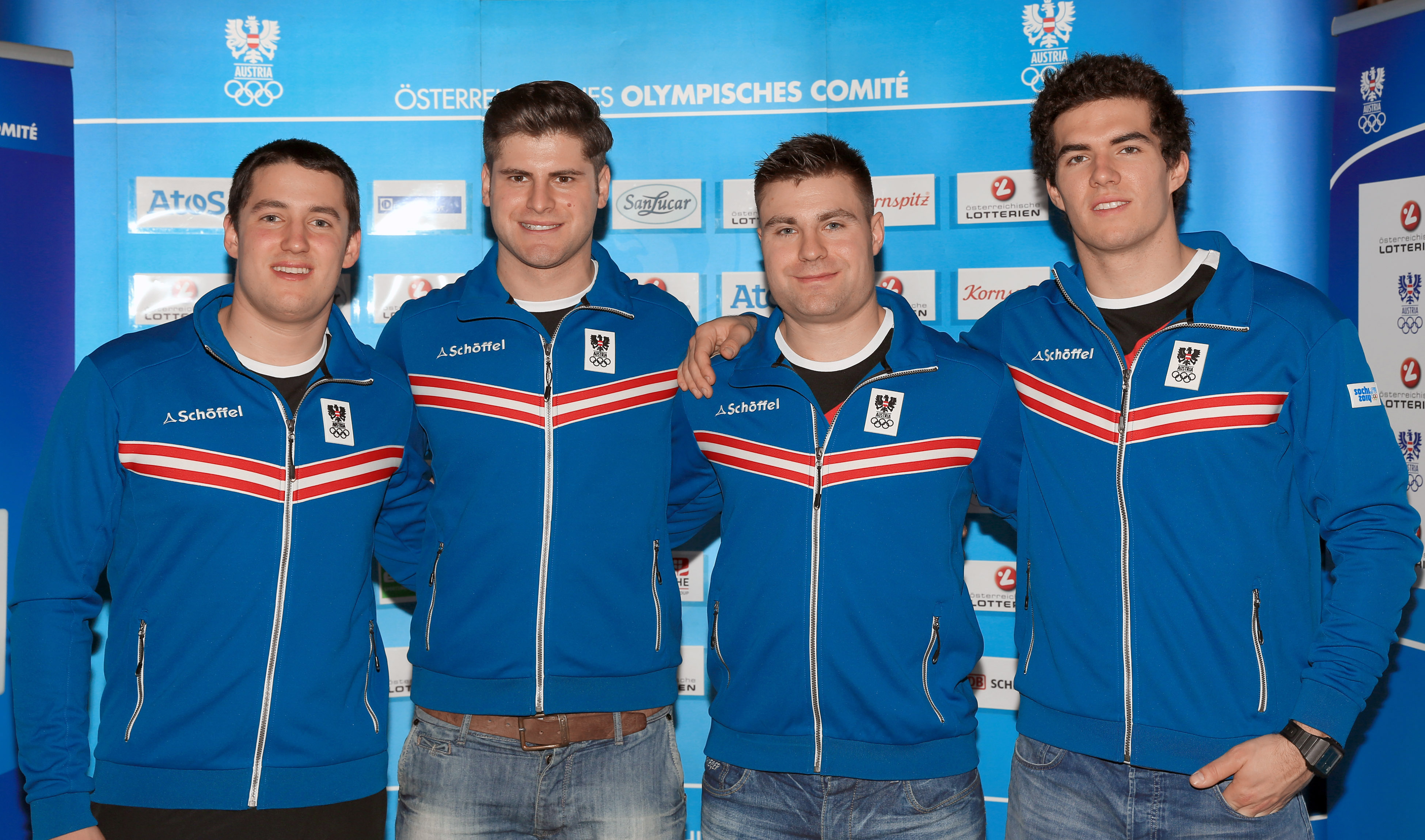
Benjamin Maier, Angel Somov, Stefan Withalm und Sebastian Heufler

| Athleten                                                                                             | Wettbewerb | Lauf 1  | Lauf 1 | Lauf 2  | Lauf 2 | Lauf 3  | Lauf 3 | Lauf 4             | Lauf 4             | Gesamt      | Gesamt |
| Athleten                                                                                             | Wettbewerb | Zeit    | Rang   | Zeit    | Rang   | Zeit    | Rang   | Zeit               | Rang               | Zeit        | Rang   |
| --- | ---------- | ------- | ------ | ------- | ------ | ------- | ------ | ------------------ | ------------------ | ----------- | ------ |
| Frauen                                                                                               |            |         |        |         |        |         |        |                    |                    |             |        |
| Christina Hengster Viola Kleiser (1. und 2. Lauf) Alexandra Tüchi (3. und 4. Lauf)                   | Zweierbob  | 58,59 s | 14     | 58,56 s | 14     | 58,73 s | 13     | 58,91 s            | 15                 | 3:54,79 min | 15     |
| Männer                                                                                               |            |         |        |         |        |         |        |                    |                    |             |        |
| Benjamin Maier Markus Sammer                                                                         | Zweierbob  | 57,57 s | 23     | 57,74 s | 22     | 57,41 s | 22     | nicht qualifiziert | nicht qualifiziert | 2:52,72 min | 20     |
| Benjamin Maier Markus Sammer (1. und 2. Lauf) Sebastian Heufler (3. Lauf) Stefan Withalm Angel Somov | Viererbob  | 56,25 s | 23     | 56,11 s | 20     | 56,27 s | 23     | nicht qualifiziert | nicht qualifiziert | 2:48,63 min | 19     |

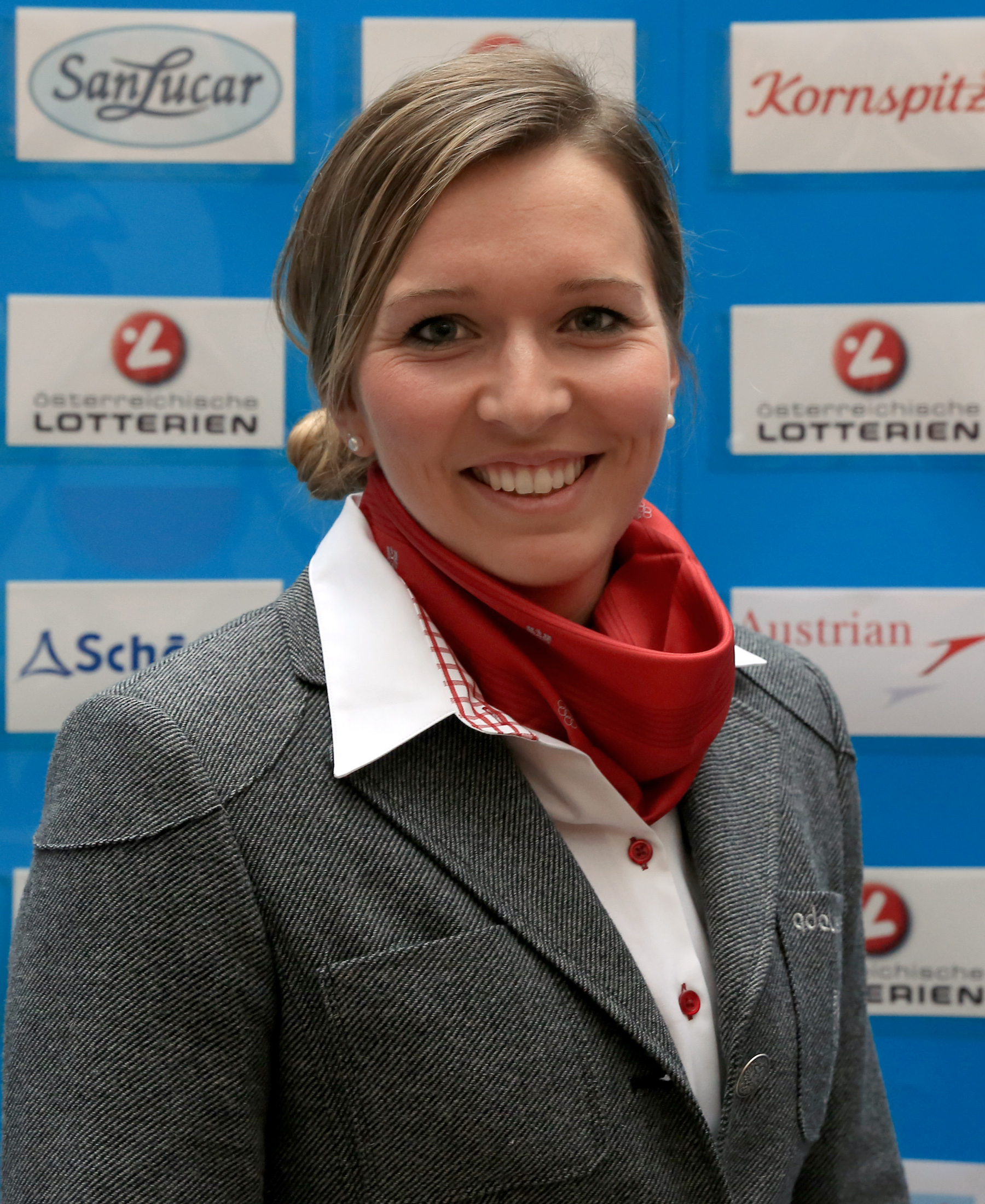
Christina Hengster
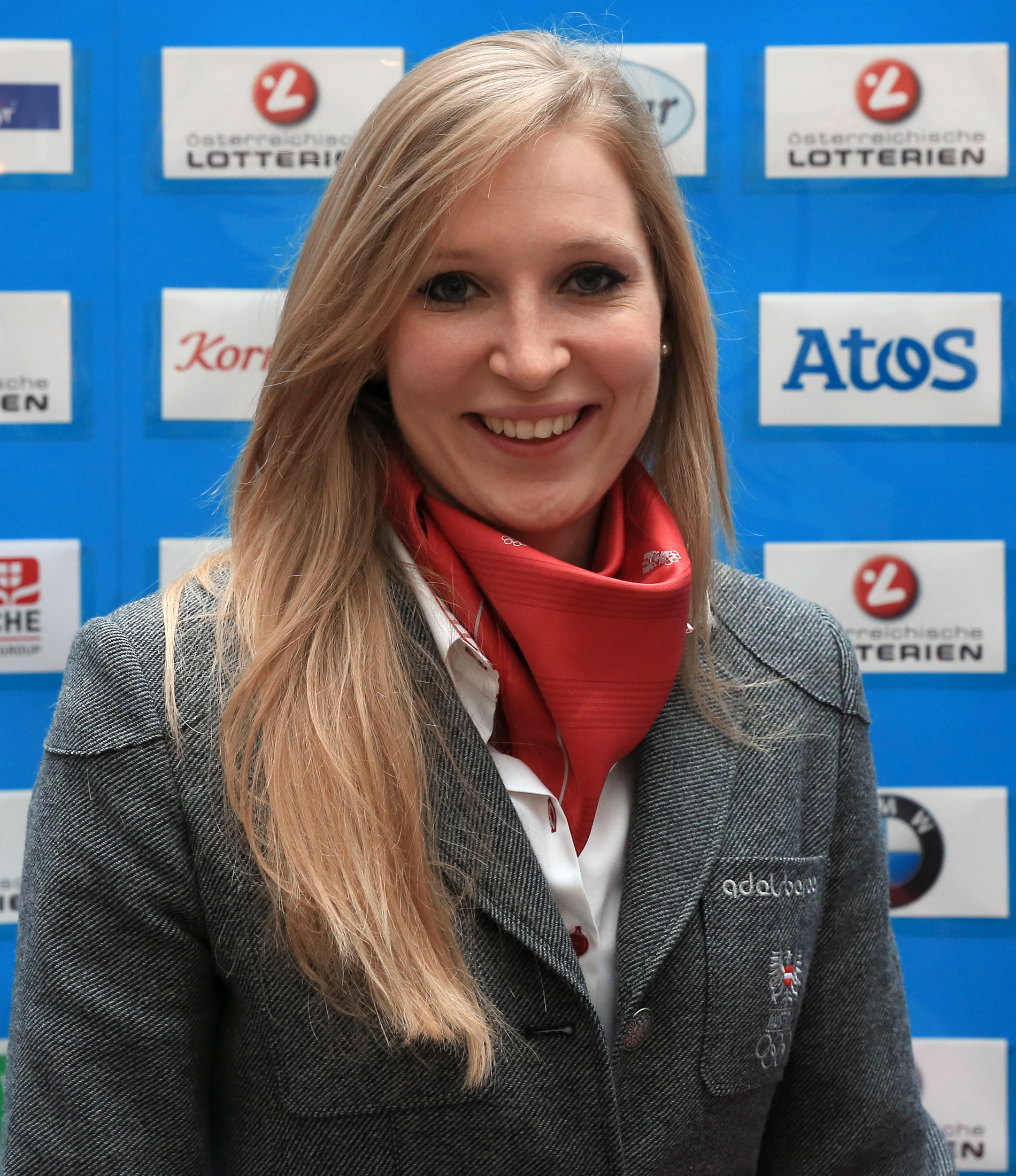
Viola Kleiser
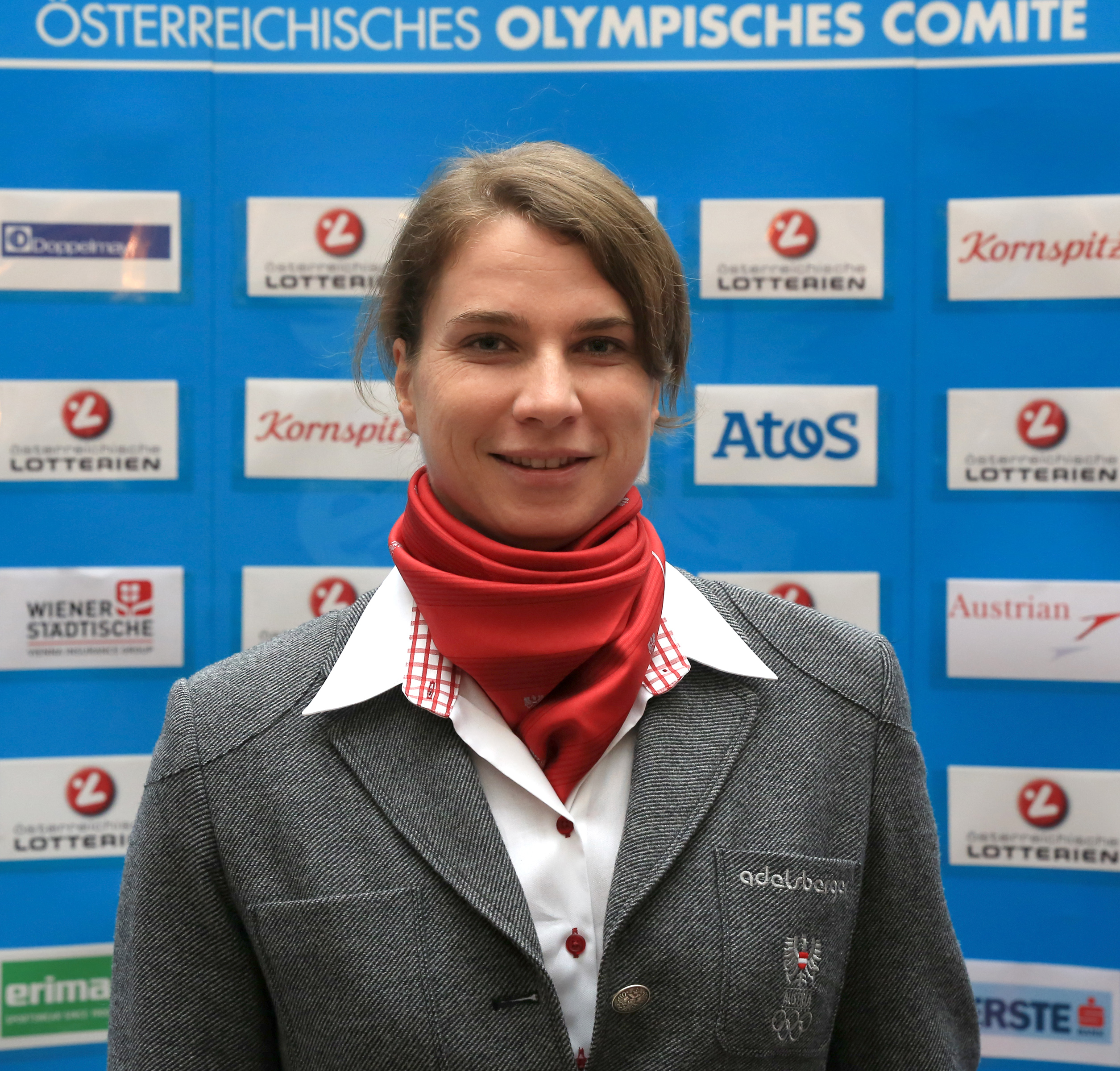
Alexandra Tüchi

### Eishockey
| Athleten |                                            |

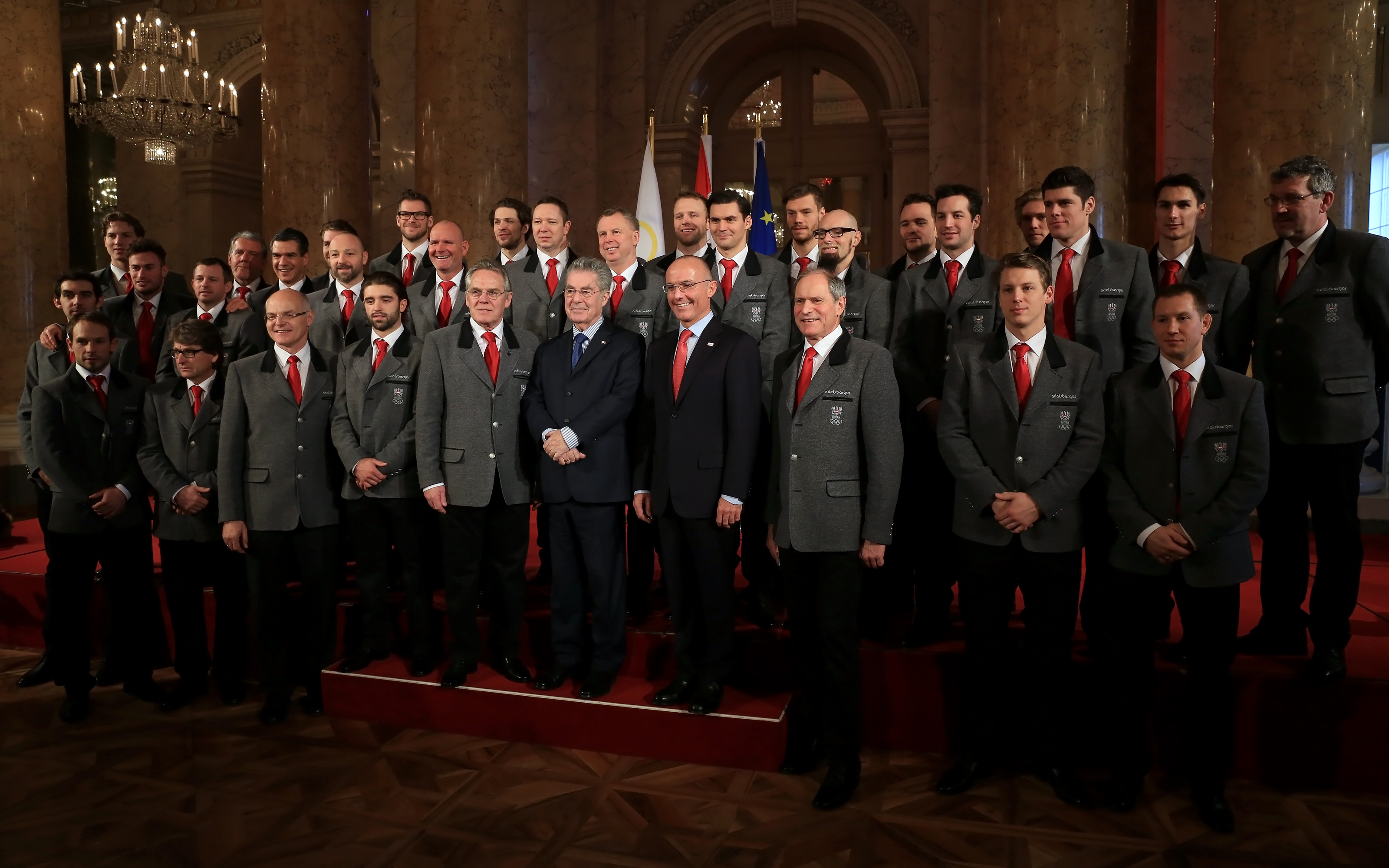
Das Eishockey-Team

| Torhüter: - Mathias Lange ( Iserlohn Roosters) - Bernhard Starkbaum ( Brynäs IF) - René Swette (EC KAC) Verteidiger: - Mario Altmann (EC VSV) - Florian Iberer (EC KAC) - André Lakos (Vienna Capitals) - Robert Lukas (EHC Linz) - Thomas Pöck (EC KAC) - Stefan Ulmer ( HC Lugano) - Gerhard Unterluggauer (EC VSV) Stürmer: - Michael Grabner ( New York Islanders) - Raphael Herburger ( EHC Biel) - Thomas Hundertpfund ( Timrå IK) - Matthias Iberer (EHC Linz) - Thomas Koch (EC KAC) - Manuel Latusa (EC Red Bull Salzburg) - Brian Lebler (EHC Linz) - Andreas Nödl ( Carolina Hurricanes) - Daniel Oberkofler (EHC Linz) - Michael Raffl ( Philadelphia Flyers) - Thomas Raffl (EC Red Bull Salzburg) - Oliver Setzinger ( Lausanne HC) - Matthias Trattnig (EC Red Bull Salzburg) - Thomas Vanek ( New York Islanders) - Daniel Welser (EC Red Bull Salzburg) Ersatz: - Dominique Heinrich (EC Red Bull Salzburg) - Markus Peintner (EC VSV) - Rafael Rotter (Vienna Capitals) |                                            |
| Vorrunde | Finnland (4:8) Kanada (0:6) Norwegen (3:1) |
| Viertelfinalqualifikation | Slowenien (0:4)                            |
| Viertelfinale | ausgeschieden                              |
| Halbfinale | ausgeschieden                              |
| Finale/Spiel um Platz 3 | ausgeschieden                              |
| Platz | 10                                         |

### Eiskunstlauf

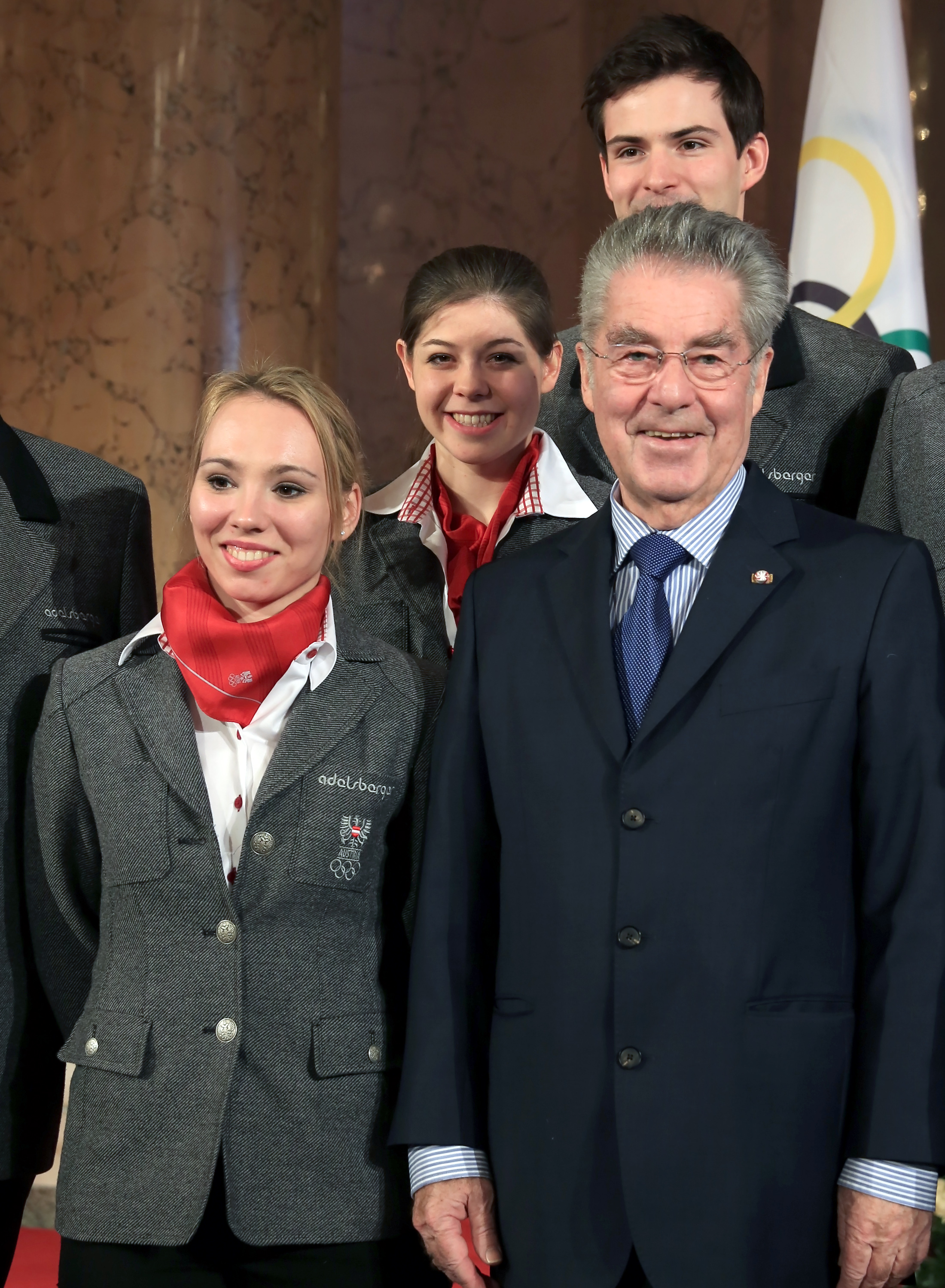
Kerstin Frank, Severin Kiefer und Miriam Ziegler mit Bundespräsident Heinz Fischer

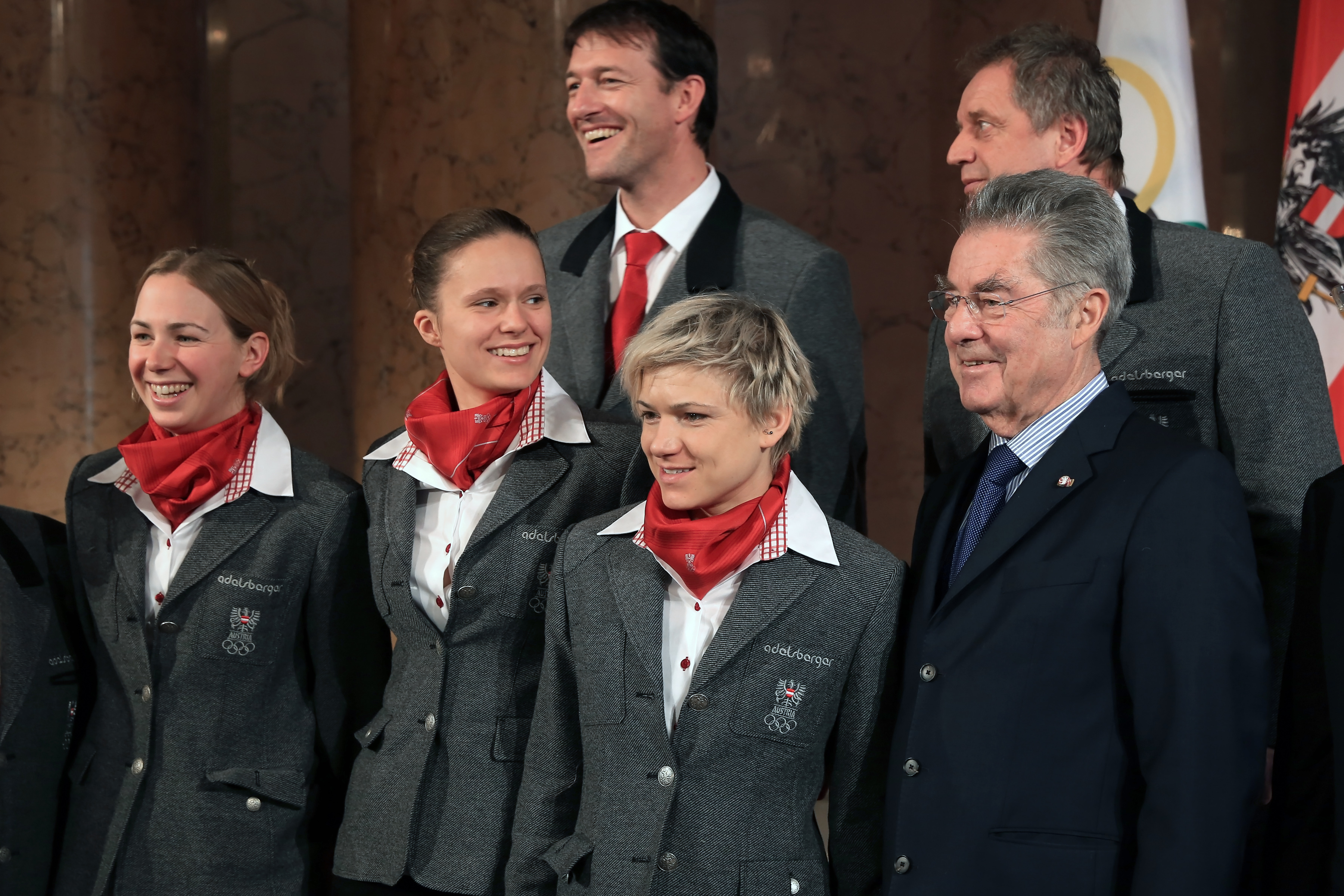
Vanessa Bittner, Anna Rokita und Veronika Windisch

| Athleten                      | Wettbewerbe | Kurzprogramm | Kurzprogramm | Kür           | Kür           | Gesamt | Gesamt |
| Athleten                      | Wettbewerbe | Punkte       | Rang         | Punkte        | Rang          | Punkte | Rang   |
| ----------------------------- | ----------- | ------------ | ------------ | ------------- | ------------- | ------ | ------ |
| Herren                        |             |              |              |               |               |        |        |
| Viktor Pfeifer                | Einzel      | 56,60        | 26           | ausgeschieden | ausgeschieden | 56,60  | 26     |
| Frauen                        |             |              |              |               |               |        |        |
| Kerstin Frank                 | Einzel      | 48,00        | 26           | ausgeschieden | ausgeschieden | 48,00  | 26     |
| Mixed                         |             |              |              |               |               |        |        |
| Miriam Ziegler Severin Kiefer | Paarlauf    | 49,62        | 17           | ausgeschieden | ausgeschieden | 49,62  | 17     |

### Eisschnelllauf
| Athleten       | Wettbewerbe | Zeit         | Rang |
| -------------- | ----------- | ------------ | ---- |
| Frauen         |             |              |      |
| Vanessa Herzog | 500 m       | 1:18,50 min  | 27   |
| Vanessa Herzog | 1000 m      | 1:17,937 min | 24   |
| Vanessa Herzog | 1500 m      | 2:02,84 min  | 34   |
| Anna Rokita    | 3000 m      | 4:16,43 min  | 22   |

### Freestyle-Skiing
| Athleten        | Wettbewerbe | Qualifikation | Qualifikation | Finale        | Finale        | Rang |
| Athleten        | Wettbewerbe | Punkte        | Rang          | Punkte        | Rang          | Rang |
| --------------- | ----------- | ------------- | ------------- | ------------- | ------------- | ---- |
| Frauen          |             |               |               |               |               |      |
| Philomena Bair  | Slopestyle  | 57,60         | 16            | ausgeschieden | ausgeschieden | 16   |
| Männer          |             |               |               |               |               |      |
| Luca Tribondeau | Slopestyle  | 80,8          | 14            | ausgeschieden | ausgeschieden | 14   |
| Marco Ladner    | Halfpipe    | 58,60         | 19            | ausgeschieden | ausgeschieden | 19   |
| Andreas Gohl    | Halfpipe    | 54,80         | 20            | ausgeschieden | ausgeschieden | 20   |

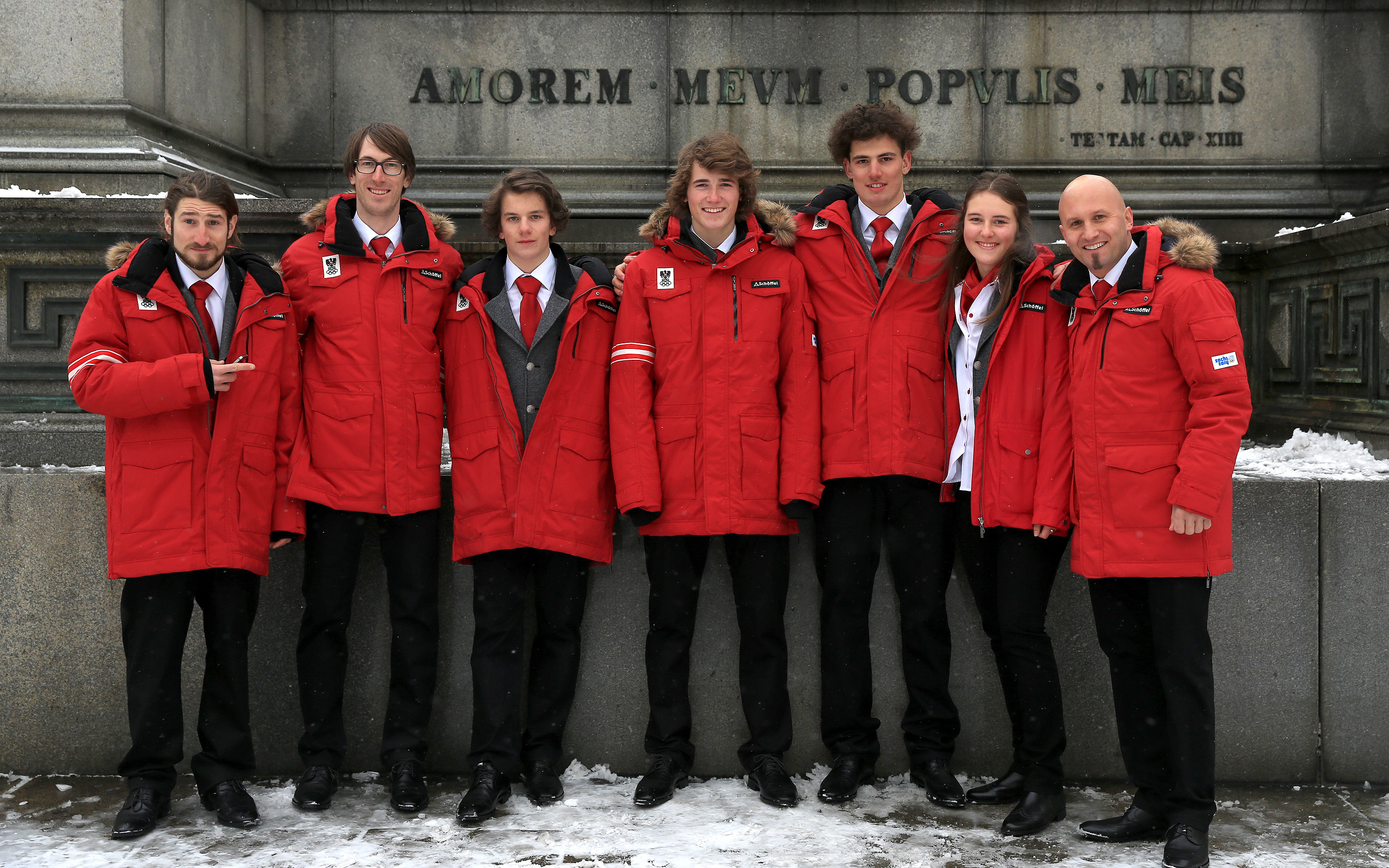
Philomena Bair, Andreas Gohl, Marco Ladner und Luca Tribondeau
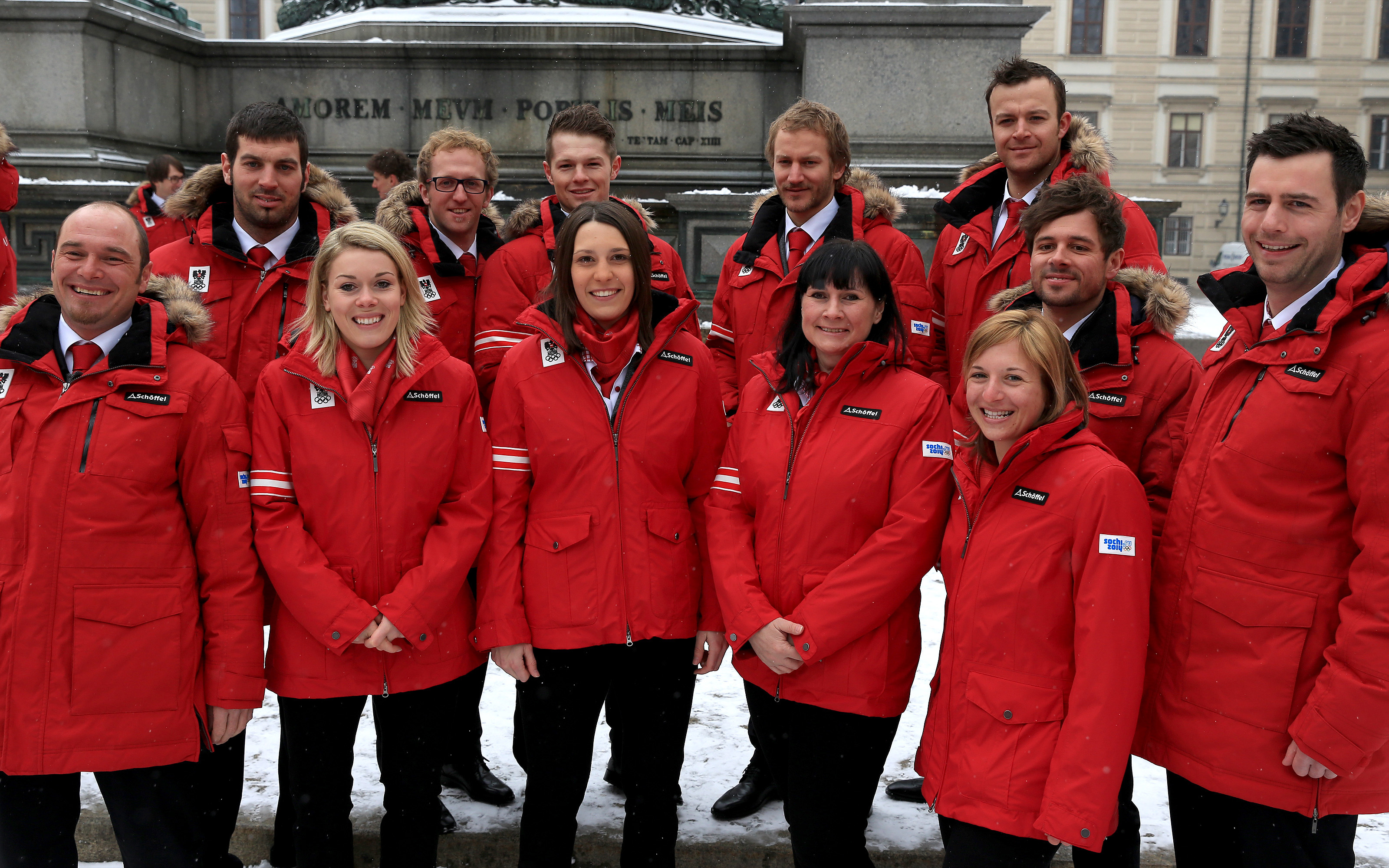
Patrick Koller, Andrea Limbacher, Andreas Matt, Katrin Ofner, Christina Staudinger, Christoph Wahrstötter und Thomas Zangerl

| Athleten              | Wettbewerbe | Platzierungsrunde | Platzierungsrunde | Achtelfinale | Viertelfinale | Halbfinale    | Finale A/B    | Rang |
| Athleten              | Wettbewerbe | Zeit              | Rang              | Rang         | Rang          | Rang          | Rang          | Rang |
| --------------------- | ----------- | ----------------- | ----------------- | ------------ | ------------- | ------------- | ------------- | ---- |
| Frauen                |             |                   |                   |              |               |               |               |      |
| Christina Staudinger  | Skicross    | 1:28,30 min       | 24                | 3            | ausgeschieden | ausgeschieden | ausgeschieden | 23   |
| Andrea Limbacher      | Skicross    | 1:26,88 min       | 23                | 3            | ausgeschieden | ausgeschieden | ausgeschieden | 22   |
| Katrin Ofner          | Skicross    | 1:24,10 min       | 13                | 2            | 1             | 3             | 2             | 6    |
| Männer                |             |                   |                   |              |               |               |               |      |
| Patrick Koller        | Skicross    | 1:19,12 min       | 29                | 3            | ausgeschieden | ausgeschieden | ausgeschieden | 24   |
| Andreas Matt          | Skicross    | 1:17,55 min       | 12                | 1            | 4             | ausgeschieden | ausgeschieden | 14   |
| Christoph Wahrstötter | Skicross    | 1:17:72 min       | 14                | 3            | ausgeschieden | ausgeschieden | ausgeschieden | 20   |
| Thomas Zangerl        | Skicross    | 1:17:72 min       | 15                | 4            | ausgeschieden | ausgeschieden | ausgeschieden | 27   |

### Nordische Kombination

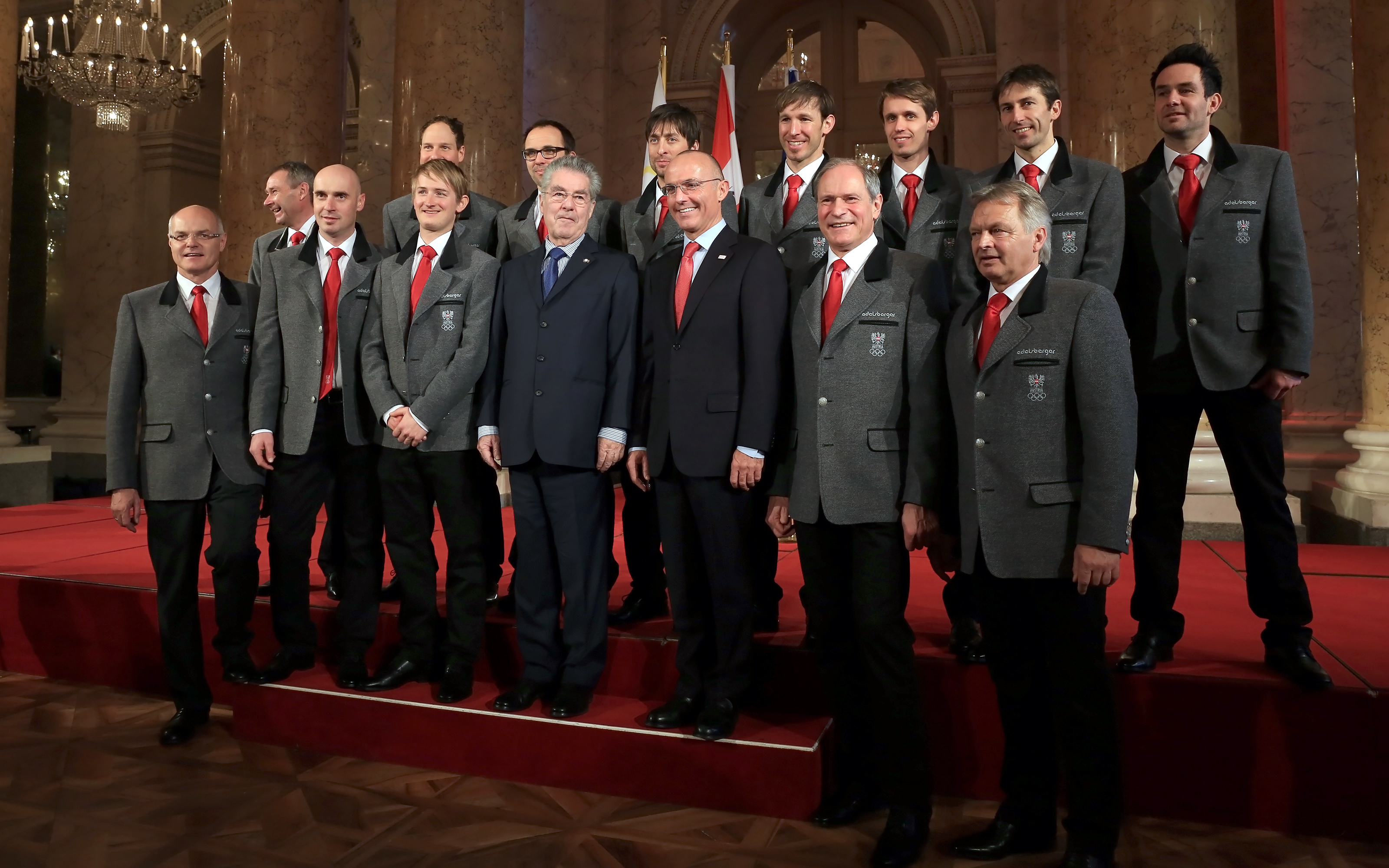
Christoph Bieler, Wilhelm Denifl, Bernhard Gruber, Lukas Klapfer und Mario Stecher

| Athleten                                                     | Wettbewerb     | Skispringen                     | Skispringen | Skispringen | Langlauf    | Langlauf | Rang   |
| Athleten                                                     | Wettbewerb     | Weite                           | Punkte      | Rang        | Zeit        | Rang     | Rang   |
| ------------------------------------------------------------ | -------------- | ------------------------------- | ----------- | ----------- | ----------- | -------- | ------ |
| Männer                                                       |                |                                 |             |             |             |          |        |
| Wilhelm Denifl                                               | Normalschanze  | 97,0 m                          | 117,6       | 16          | 24:10,4 min | 24       | 19     |
| Christoph Bieler                                             | Normalschanze  | 98,5 m                          | 121,9       | 11          | 23:52,4 min | 13       | 11     |
| Christoph Bieler                                             | Großschanze    | 125,5 m                         | 106,4       | 17          | 23:03,9 min | 17       | 17     |
| Bernhard Gruber                                              | Großschanze    | 136,5 m                         | 123,4       | 3           | 23:16,8 min | 24       | 5      |
| Lukas Klapfer                                                | Normalschanze  | 99,0 m                          | 124,0       | 5           | 24:24,5 min | 26       | 12     |
| Lukas Klapfer                                                | Großschanze    | 127,5 m                         | 109,9       | 13          | 23:03,7 min | 16       | 15     |
| Mario Stecher                                                | Normalschanze  | 95,5 m                          | 114,6       | 23          | 23:54,8 min | 15       | 18     |
| Mario Stecher                                                | Großschanze    | 124,5 m                         | 104,0       | 23          | 23:04,1 min | 18       | 19     |
| Lukas Klapfer Christoph Bieler Bernhard Gruber Mario Stecher | Teamwettbewerb | 126,0 m 133,0 m 132,5 m 122,0 m | 476,3       | 2           | 47:09,9 min | 2        | Bronze |

### Rodeln

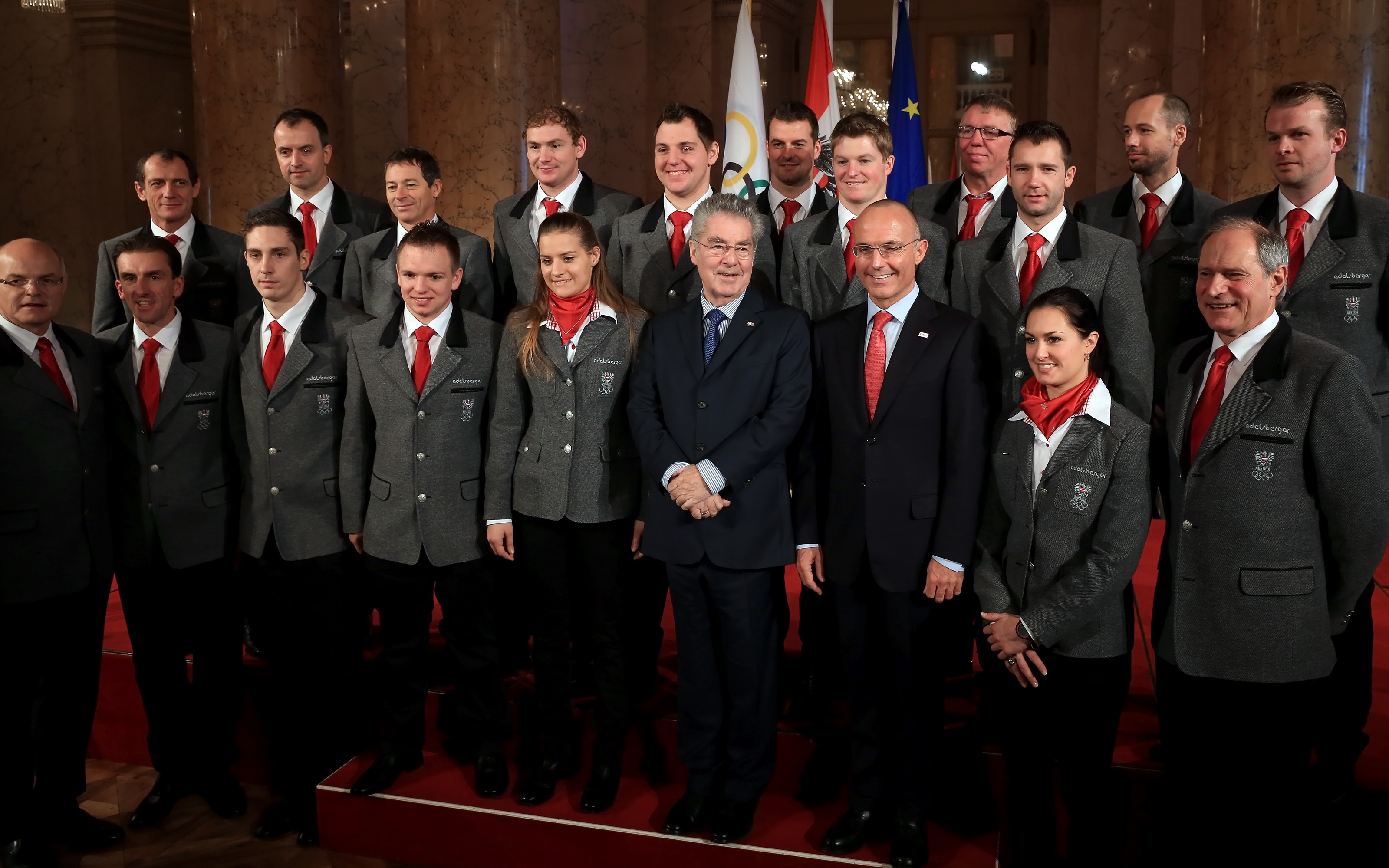
Reinhard Egger, Georg Fischler, Wolfgang Kindl, Andreas Linger, Wolfgang Linger, Peter Penz, Daniel Pfister, Birgit Platzer und Nina Reithmayer

| Athlet                                                          | Wettbewerb   | Lauf 1   | Lauf 1 | Lauf 2   | Lauf 2 | Lauf 3   | Lauf 3 | Lauf 4   | Lauf 4 | Gesamt       | Gesamt |
| Athlet                                                          | Wettbewerb   | Zeit     | Rang   | Zeit     | Rang   | Zeit     | Rang   | Zeit     | Rang   | Zeit         | Rang   |
| --------------------------------------------------------------- | ------------ | -------- | ------ | -------- | ------ | -------- | ------ | -------- | ------ | ------------ | ------ |
| Frauen                                                          |              |          |        |          |        |          |        |          |        |              |        |
| Miriam Kastlunger                                               | Einsitzer    | 51,622 s | 24     | 50,795 s | 13     | 51,139 s | 18     | 51,109 s | 16     | 3:24,665 min | 17     |
| Birgit Platzer                                                  | Einsitzer    | 51,201 s | 17     | 51,518 s | 25     | 51,760 s | 24     | 52,097 s | 28     | 3:26,576 min | 23     |
| Nina Reithmayer                                                 | Einsitzer    | 51,225 s | 20     | 51,143 s | 20     | 51,614 s | 22     | 51,174 s | 17     | 3:25,156 min | 20     |
| Männer                                                          |              |          |        |          |        |          |        |          |        |              |        |
| Reinhard Egger                                                  | Einsitzer    | 52,564 s | 4      | 52,630 s | 11     | 52,152 s | 9      | 52,160 s | 6      | 3:29,506 min | 8      |
| Wolfgang Kindl                                                  | Einsitzer    | 52,586 s | 5      | 52,714 s | 13     | 52,145 s | 8      | 52,218 s | 12     | 3:29,663 min | 9      |
| Daniel Pfister                                                  | Einsitzer    | 52,925 s | 16     | 52,802 s | 14     | 52,306 s | 13     | 52,243 s | 13     | 3:30,276 min | 15     |
| Andreas Linger Wolfgang Linger                                  | Doppelsitzer | 49,685   | 2      | 49,770   | 2      | -        | -      | -        | -      | 1:38,933 min | Silber |
| Peter Penz Georg Fischler                                       | Doppelsitzer | 49,793   | 3      | 54,252   | 19     | -        | -      | -        | -      | 1:44,045 min | 19     |
| Mixed                                                           |              |          |        |          |        |          |        |          |        |              |        |
| Miriam Kastlunger Wolfgang Kindl Andreas Linger Wolfgang Linger | Teamstaffel  | 55,596   | 8      | 56,434   | 7      | 56,447   | 2      | -        | -      | 2:48,477     | 7      |

### Shorttrack
| Athlet            | Wettbewerb | Vorlauf      | Vorlauf | Viertelfinale | Viertelfinale | Halbfinale    | Halbfinale    | Finale A/B    | Finale A/B    | Rang |
| Athlet            | Wettbewerb | Zeit         | Rang    | Zeit          | Rang          | Zeit          | Rang          | Zeit          | Rang          | Rang |
| ----------------- | ---------- | ------------ | ------- | ------------- | ------------- | ------------- | ------------- | ------------- | ------------- | ---- |
| Frauen            |            |              |         |               |               |               |               |               |               |      |
| Veronika Windisch | 500 m      | 44,586 s     | 3       | ausgeschieden | ausgeschieden | ausgeschieden | ausgeschieden | ausgeschieden | ausgeschieden | 21   |
| Veronika Windisch | 1000 m     | 1:36,018 min | 2       | 1:30,017 min  | 5             | ausgeschieden | ausgeschieden | ausgeschieden | ausgeschieden | 15   |
| Veronika Windisch | 1500 m     | 2:23,042 min | 3       | -             | -             | 2:23,241 min  | 4             | 2:26,296 min  | 6             | 11   |

### Skeleton

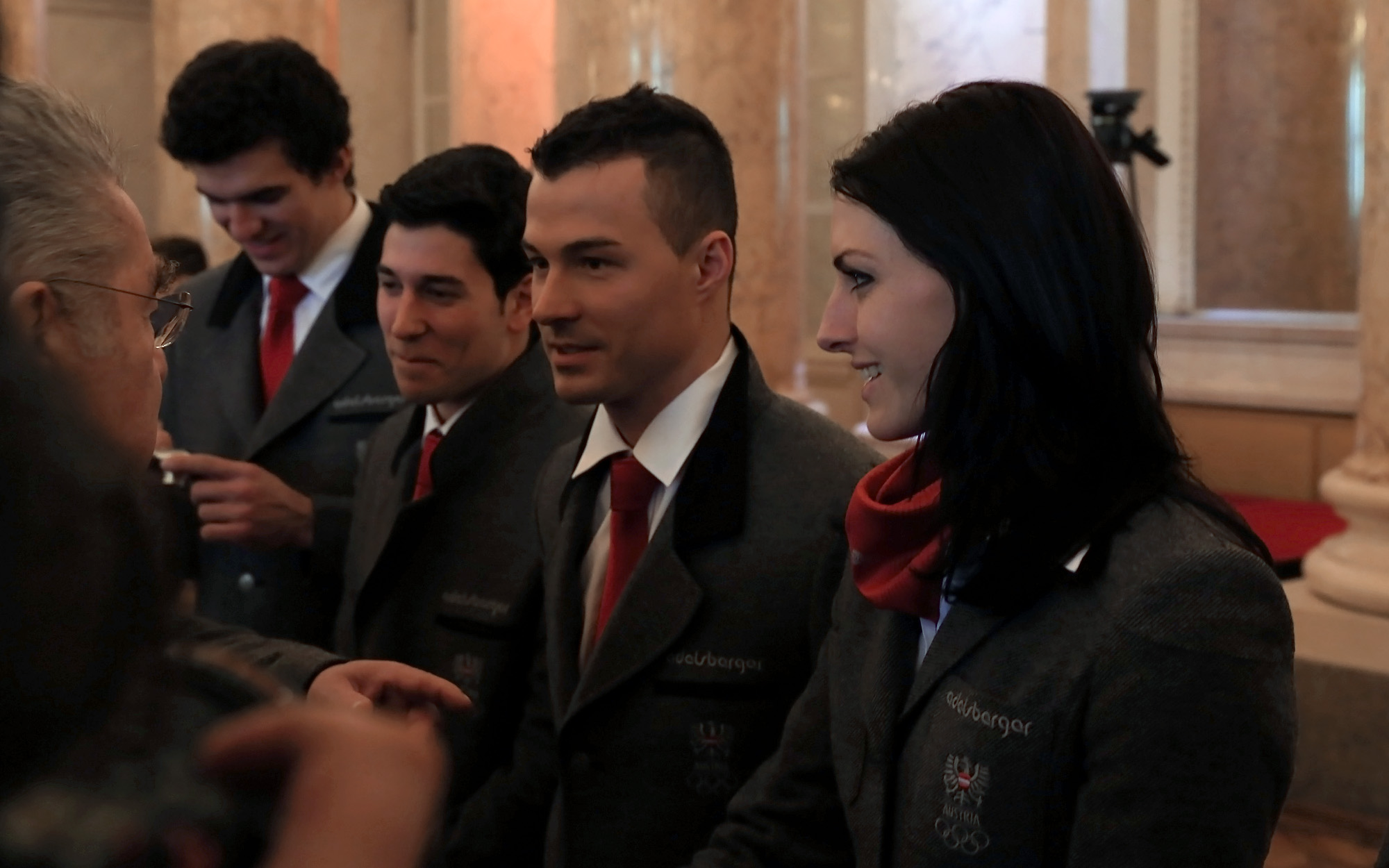
Janine Flock, Matthias Guggenberger und Raphael Maier

| Athlet                | Lauf 1  | Lauf 1 | Lauf 2  | Lauf 2 | Lauf 3  | Lauf 3 | Lauf 4  | Lauf 4 | Gesamt      | Gesamt |
| Athlet                | Zeit    | Rang   | Zeit    | Rang   | Zeit    | Rang   | Zeit    | Rang   | Zeit        | Rang   |
| --------------------- | ------- | ------ | ------- | ------ | ------- | ------ | ------- | ------ | ----------- | ------ |
| Frauen                |         |        |         |        |         |        |         |        |             |        |
| Janine Flock          | 59,47 s | 13     | 59,39 s | 14     | 58,61 s | 8      | 58,56 s | 14     | 3:56,03 min | 9      |
| Herren                |         |        |         |        |         |        |         |        |             |        |
| Matthias Guggenberger | 57,70 s | 18     | 57,12 s | 14     | 57,24 s | 13     | 56,94 s | 9      | 3:49,00 min | 14     |
| Raphael Maier         | 57,83 s | 17     | 57,51 s | 18     | 57,95 s | 22     | 57,57 s | 17     | 3:50,86 min | 19     |

### Ski Alpin

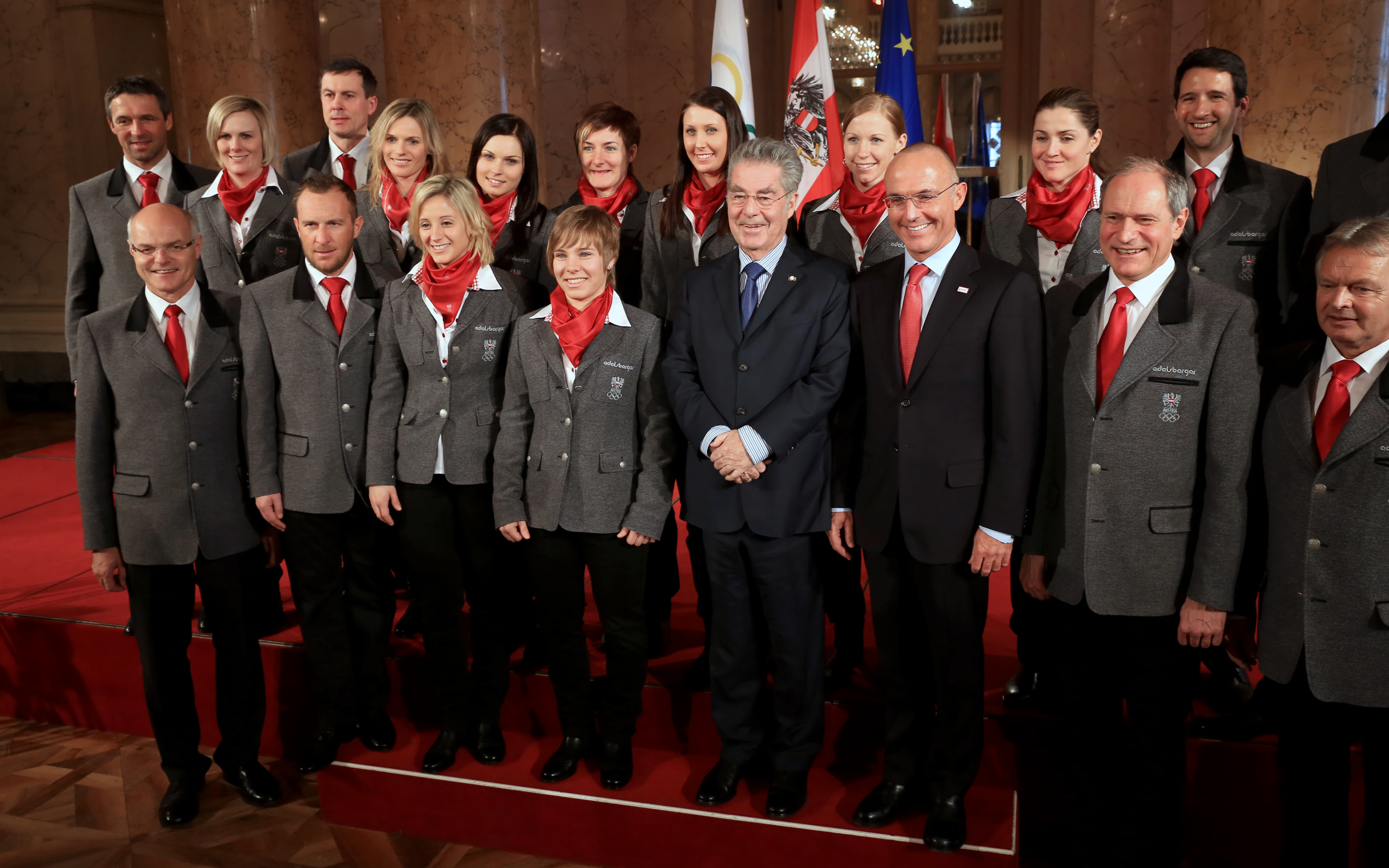
Ski Alpin – Frauen

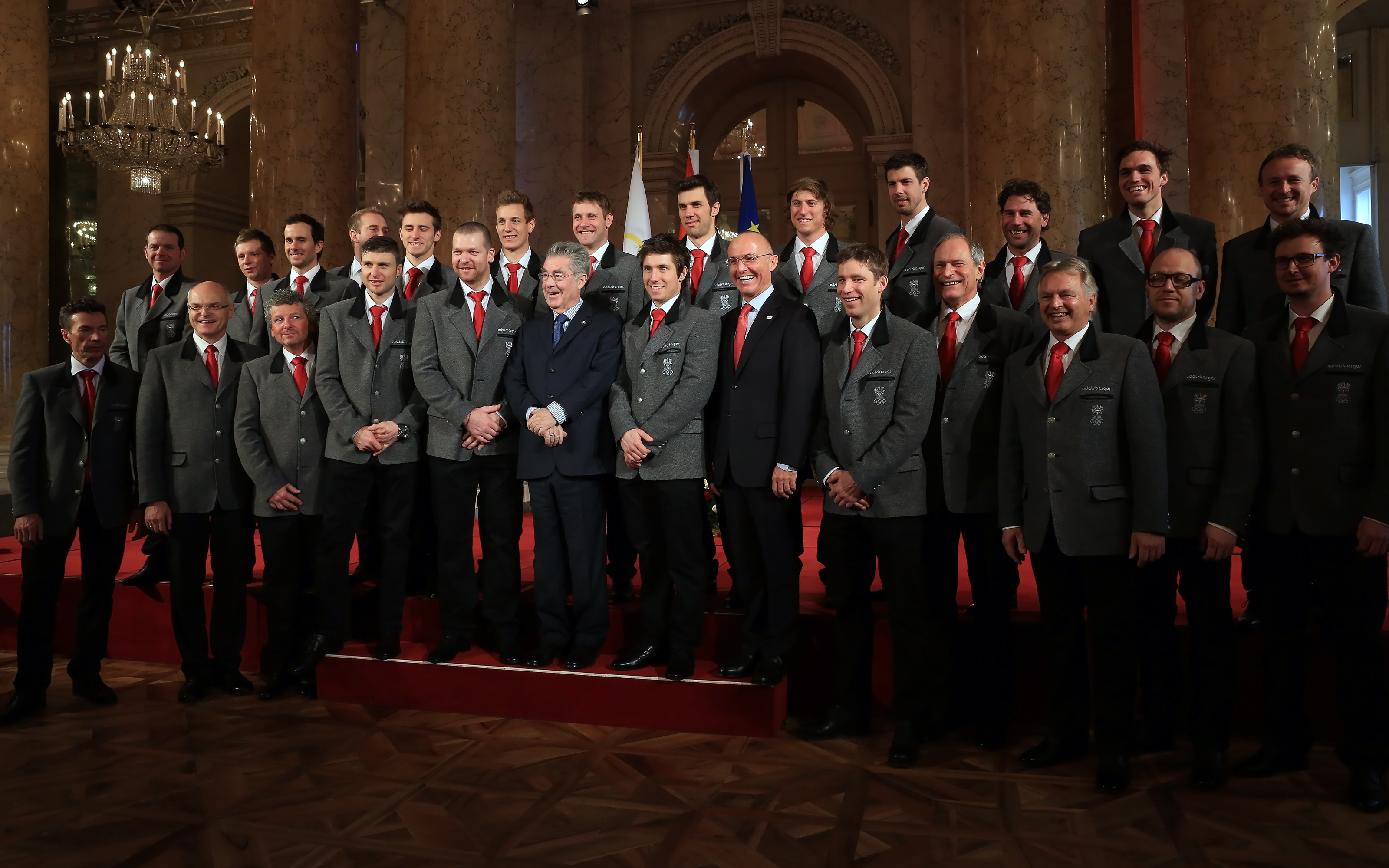
Ski Alpin – Männer

| Athleten             | Wettbewerbe       | 1. Lauf      | 2. Lauf      | Gesamt       | Gesamt       |
| Athleten             | Wettbewerbe       | 1. Lauf      | 2. Lauf      | Zeit         | Rang         |
| -------------------- | ----------------- | ------------ | ------------ | ------------ | ------------ |
| Frauen               |                   |              |              |              |              |
| Anna Fenninger       | Abfahrt           | DNF          | DNF          | DNF          | DNF          |
| Anna Fenninger       | Super-G           | -            | -            | 1:25,52 min  | Gold         |
| Anna Fenninger       | Riesenslalom      | 1:18,73 min  | 1:18,21 min  | 2:36,94 min  | Silber       |
| Anna Fenninger       | Super-Kombination | 1:43,67 min  | 52,77 s      | 2:36,44 min  | 8            |
| Elisabeth Görgl      | Abfahrt           | -            | -            | 1:42,82 min  | 16           |
| Elisabeth Görgl      | Super-G           | DNF          | DNF          | DNF          | DNF          |
| Elisabeth Görgl      | Riesenslalom      | 1:19,84 min  | 1:19,80 min  | 2:39,64 min  | 11           |
| Elisabeth Görgl      | Super-Kombination | 1:43,89 min  | DNF          | DNF          | DNF          |
| Nicole Hosp          | Abfahrt           | -            | -            | 1:42,62 min  | 9            |
| Nicole Hosp          | Super-G           | -            | -            | 1:26,18 min  | Bronze       |
| Nicole Hosp          | Super-Kombination | 1:43,95 min  | 51,07 s      | 2:35,02 min  | Silber       |
| Cornelia Hütter      | Abfahrt           | -            | -            | 1:43,82 min  | 24           |
| Michaela Kirchgasser | Riesenslalom      | 1:20,39 min  | 1:19,42 min  | 2:39,81 min  | 12           |
| Michaela Kirchgasser | Slalom            | 54,06 s      | DNF          | DNF          | DNF          |
| Michaela Kirchgasser | Super-Kombination | 1:45,72 min  | 50,69 s      | 2:36,41 min  | 7            |
| Bernadette Schild    | Slalom            | 53,41 s      | DNF          | DNF          | DNF          |
| Marlies Schild       | Slalom            | 53,96 s      | 51,11 s      | 1:45,07 min  | Silber       |
| Nicole Schmidhofer   | Ohne Einsatz      | Ohne Einsatz | Ohne Einsatz | Ohne Einsatz | Ohne Einsatz |
| Regina Sterz         | Super-G           | -            | -            | 1:27,52 min  | 11           |
| Kathrin Zettel       | Riesenslalom      | 1:21,60 min  | 1:18,73 min  | 2:40,33 min  | 19           |
| Kathrin Zettel       | Slalom            | 54,00 s      | 51,35 s      | 1:45,35 min  | Bronze       |
| Männer               |                   |              |              |              |              |
| Romed Baumann        | Super-Kombination | 1:55,36 min  | 52,23 s      | 2:47,59 min  | 14           |
| Max Franz            | Abfahrt           | -            | -            | 2:07,03 min  | 9            |
| Max Franz            | Super-G           | -            | -            | 1:18,74 min  | 6            |
| Max Franz            | Super-Kombination | 1:53,93 min  | DNF          | DNF          | DNF          |
| Reinfried Herbst     | Slalom            | DNF          | DNF          | DNF          | DNF          |
| Marcel Hirscher      | Riesenslalom      | 1:22,47 min  | 1:23,76 min  | 2:46,23 min  | 4            |
| Marcel Hirscher      | Slalom            | 47,98 s      | 54,14 s      | 1:42,12 min  | Silber       |
| Klaus Kröll          | Abfahrt           | -            | -            | 2:08,50 min  | 22           |
| Mario Matt           | Slalom            | 46,70 s      | 55,14 s      | 1:41,84 min  | Gold         |
| Matthias Mayer       | Abfahrt           | -            | -            | 2:06,23 min  | Gold         |
| Matthias Mayer       | Super-G           | DNF          | DNF          | DNF          | DNF          |
| Matthias Mayer       | Riesenslalom      | 1:22,41 min  | 1:23,93 min  | 2:46,23 min  | 6            |
| Matthias Mayer       | Super-Kombination | 1:53,61 min  | 53,85 s      | 2:47,46 min  | 13           |
| Joachim Puchner 1    | Ohne Einsatz      | Ohne Einsatz | Ohne Einsatz | Ohne Einsatz | Ohne Einsatz |
| Benjamin Raich       | Riesenslalom      | 1:22,67 min  | 1:23,68 min  | 2:46,35 min  | 7            |
| Benjamin Raich       | Slalom            | DNF          | DNF          | DNF          | DNF          |
| Hannes Reichelt 1    |                   |              |              |              |              |
| Philipp Schörghofer  | Riesenslalom      | 1:22,83 min  | 1:24,63 min  | 2:47,46 min  | 18           |
| Georg Streitberger   | Abfahrt           | -            | -            | 2:07,86 min  | 17           |
| Georg Streitberger   | Super-G           | -            | -            | 1:19,77 min  | 21           |
| Otmar Striedinger    | Super-G           | -            | -            | 1:18,69 min  | 5            |
| Otmar Striedinger    | Super-Kombination | 1:55,48 min  | 54,98 s      | 2:50,46 min  | 21           |

### Skilanglauf
| Athleten                                                              | Wettbewerbe       | Zeit        | Rang |
| --------------------------------------------------------------------- | ----------------- | ----------- | ---- |
| Frauen                                                                |                   |             |      |
| Veronika Mayerhofer                                                   | 10 km Klassisch   | 31:59,6 min | 45   |
| Kateřina Smutná                                                       | 10 km Klassisch   | 30:13,6 min | 20   |
| Kateřina Smutná                                                       | 15 km Skiathlon   | 42:32,8 min | 45   |
| Nathalie Schwarz                                                      | 10 km Klassisch   | 31:23,2 min | 36   |
| Teresa Stadlober                                                      | 15 km Skiathlon   | 41:38,8 min | 36   |
| Teresa Stadlober                                                      | 30 km Massenstart | 1:13:50,1 h | 20   |
| Kateřina Smutná Nathalie Schwarz Teresa Stadlober Veronika Mayerhofer | 4 × 5 km Staffel  | 57:04,7 min | 11   |
| Herren                                                                |                   |             |      |
| Johannes Dürr                                                         | 30 km Skiathon    | 1:08:32,0 h | DSQ  |
| Johannes Dürr                                                         | 50 km Massenstart | DNS         | DNS  |
| Max Hauke                                                             | 15 km Klassisch   | 43:23,4 min | 57   |
| Bernhard Tritscher                                                    | 50 km Massenstart | 1:47:51,7 h | 24   |

Johannes Dür wurde wegen Dopings vor dem 50 km Massenstart aus der Olympiamannschaft ausgeschlossen.
| Athleten                         | Wettbewerbe | Qualifikation | Qualifikation | Viertelfinale | Viertelfinale | Halbfinale    | Halbfinale    | Finale        | Finale        | Rang |
| Athleten                         | Wettbewerbe | Zeit          | Rang          | Zeit          | Rang          | Zeit          | Rang          | Zeit          | Rang          | Rang |
| -------------------------------- | ----------- | ------------- | ------------- | ------------- | ------------- | ------------- | ------------- | ------------- | ------------- | ---- |
| Frauen                           |             |               |               |               |               |               |               |               |               |      |
| Nathalie Schwarz                 | Sprint      | 2:49,54       | 53            | ausgeschieden | ausgeschieden | ausgeschieden | ausgeschieden | ausgeschieden | ausgeschieden | 53   |
| Kateřina Smutná Teresa Stadlober | Teamsprint  | -             | -             | -             | -             | 16:59,50 min  | 5             | 16:49,16 min  | 8             | 8    |
| Herren                           |             |               |               |               |               |               |               |               |               |      |
| Bernhard Tritscher               | Sprint      | 3:32,60 min   | 8             | 3:44,01 min   | 2             | 3:37,64 min   | 3             | ausgeschieden | ausgeschieden | 7    |
| Max Hauke                        | Sprint      | 3:41,55 min   | 46            | ausgeschieden | ausgeschieden | ausgeschieden | ausgeschieden | ausgeschieden | ausgeschieden | 46   |
| Harald Wurm                      | Sprint      | 3:37,18 min   | 24            | 3:38,32 min   | 5             | ausgeschieden | ausgeschieden | ausgeschieden | ausgeschieden | 23   |
| Max Hauke Harald Wurm            | Teamsprint  | -             | -             | -             | -             | 25:01,23 min  | 8             | ausgeschieden | ausgeschieden | 17   |

### Skispringen

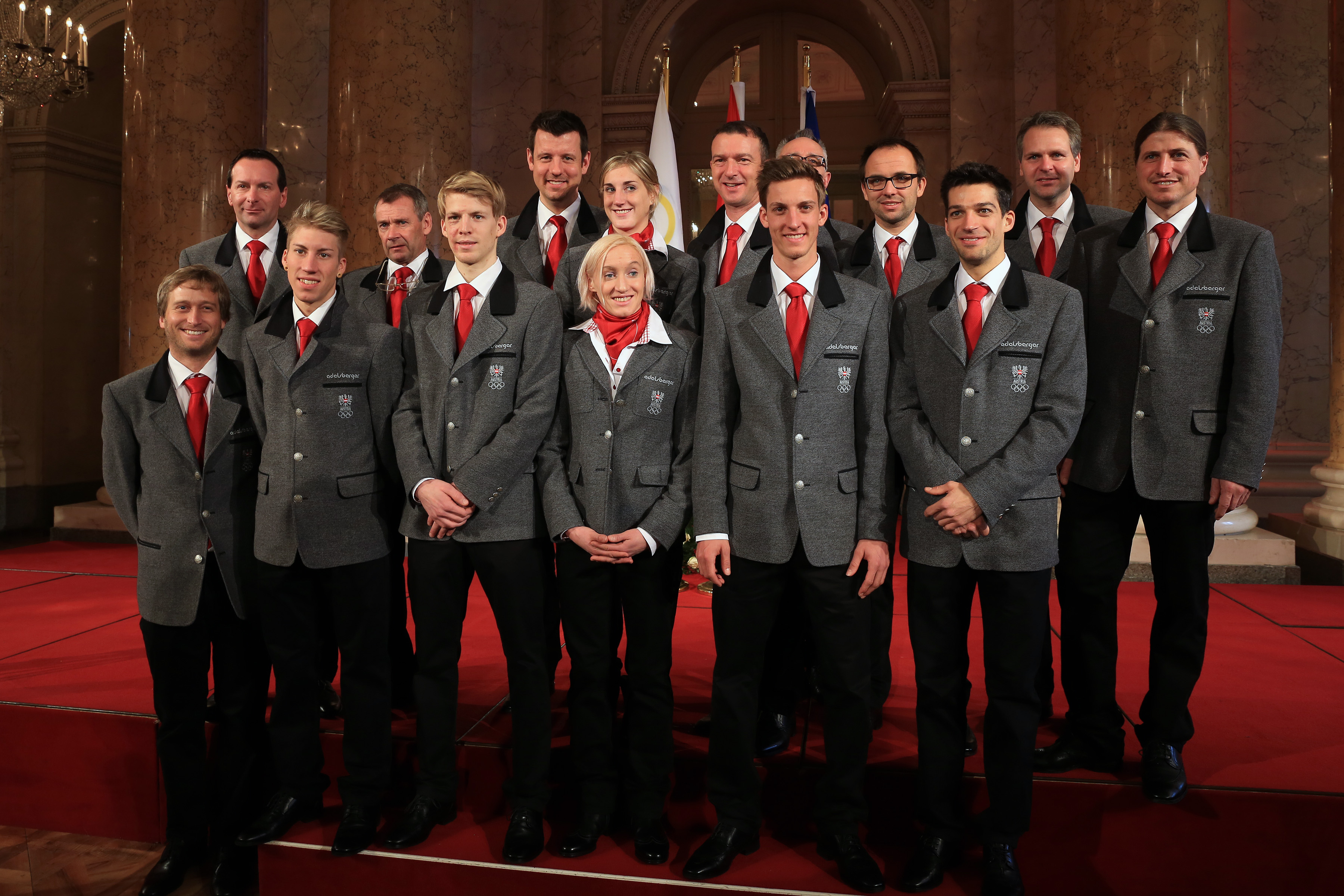
Das Skisprung-Team

| Athleten                                       | Wettbewerb             | 1. Durchgang                    | 1. Durchgang | 1. Durchgang | 2. Durchgang                    | 2. Durchgang  | 2. Durchgang  | Gesamt       | Gesamt       |
| Athleten                                       | Wettbewerb             | Weite                           | Punkte       | Rang         | Weite                           | Punkte        | Rang          | Punkte       | Rang         |
| ---------------------------------------------- | ---------------------- | ------------------------------- | ------------ | ------------ | ------------------------------- | ------------- | ------------- | ------------ | ------------ |
| Frauen                                         |                        |                                 |              |              |                                 |               |               |              |              |
| Daniela Iraschko-Stolz                         | Normalschanze          | 98,5 m                          | 120,2        | 5            | 104,5 m                         | 126,0         | 1             | 247,4        | Silber       |
| Chiara Hölzl                                   | Normalschanze          | 92,0 m                          | 102,5        | 25           | 96,0 m                          | 104,6         | 23            | 207,1        | 25           |
| Männer                                         |                        |                                 |              |              |                                 |               |               |              |              |
| Thomas Diethart                                | Normalschanze          | 99,0 m                          | 132,6        | 5            | 98,0 m                          | 125,7         | 9             | 258,3        | 4            |
| Thomas Diethart                                | Großschanze            | 126,5 m                         | 109,1        | 32           | ausgeschieden                   | ausgeschieden | ausgeschieden | 109,1        | 32           |
| Michael Hayböck                                | Normalschanze          | 101,0 m                         | 133,4        | 4            | 98,5 m                          | 124,6         | 11            | 258,0        | 5            |
| Michael Hayböck                                | Großschanze            | 134,0 m                         | 127,3        | 9            | 125,5                           | 127,4         | 9             | 254,7        | 8            |
| Thomas Morgenstern                             | Normalschanze          | 97,5 m                          | 125,6        | 15           | 101,0 m                         | 126,0         | 8             | 251,6        | 14           |
| Thomas Morgenstern                             | Großschanze            | 122,0 m                         | 106,3        | 40           | ausgeschieden                   | ausgeschieden | ausgeschieden | 106,3        | 40           |
| Gregor Schlierenzauer                          | Normalschanze          | 96,0 m                          | 123,9        | 18           | 101,0 m                         | 129,7         | 4             | 253,3        | 11           |
| Gregor Schlierenzauer                          | Großschanze            | 132,5 m                         | 124,6        | 14           | 130,5 m                         | 130,6         | 7             | 255,2        | 7            |
| Andreas Kofler                                 | ohne Einsatz           | ohne Einsatz                    | ohne Einsatz | ohne Einsatz | ohne Einsatz                    | ohne Einsatz  | ohne Einsatz  | ohne Einsatz | ohne Einsatz |
| Stefan KraftDaniel HuberJan HörlManuel Fettner | Großschanze Mannschaft | 134,0 m 129,0 m 136,0 m 128,5 m | 516,5        | 2            | 130,0 m 133,5 m 132,5 m 132,0 m | 521,9         | 3             | 1.038,4      | Silber       |

### Snowboard

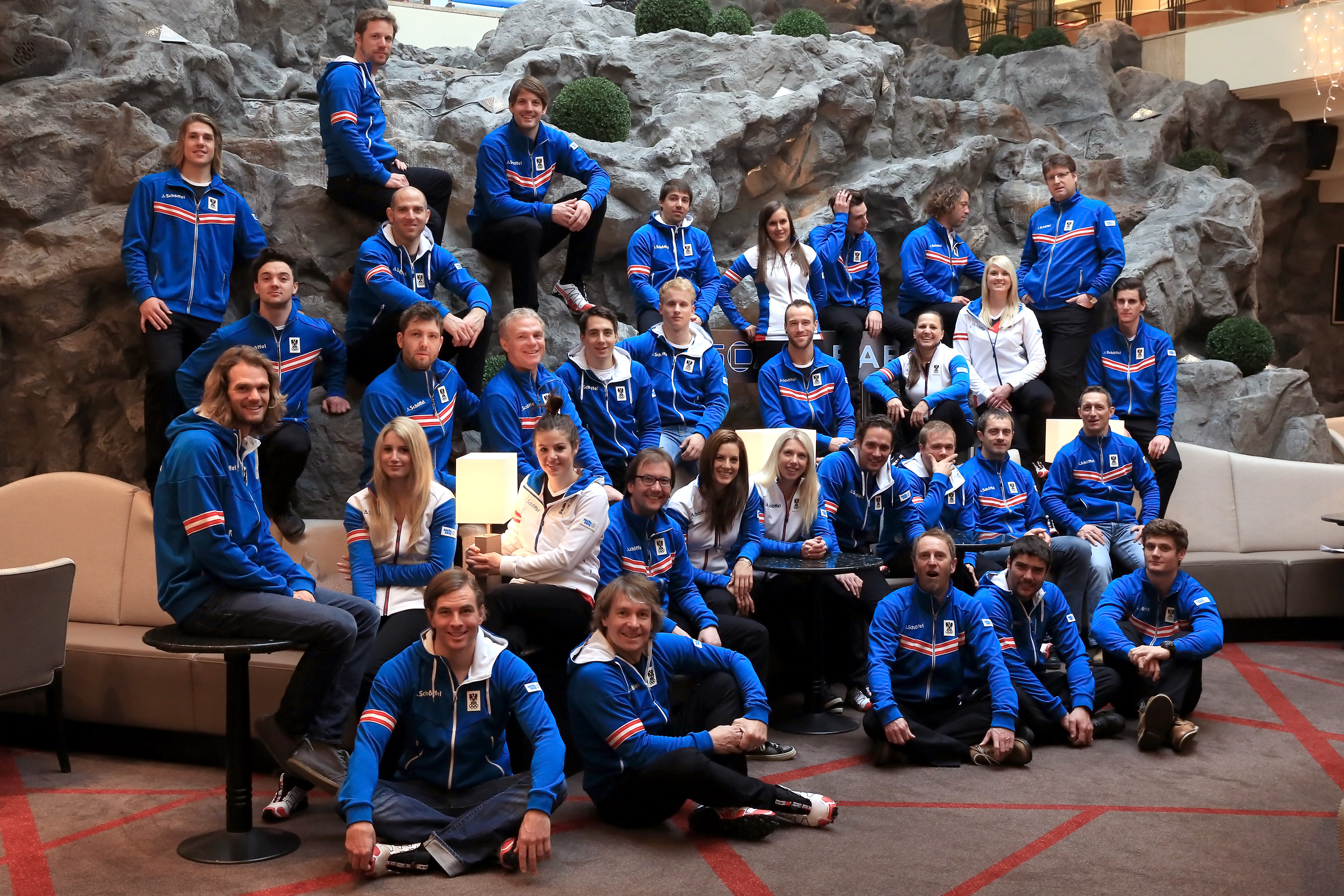
Das Snowboard-Team

| Athleten           | Wettbewerbe           | Qualifikation | Qualifikation | Achtelfinale            | Achtelfinale  | Viertelfinale     | Viertelfinale | Halbfinale        | Halbfinale    | Finale           | Finale        | Rang   |
| Athleten           | Wettbewerbe           | Zeit          | Rang          | Gegner                  | Zeit          | Gegner            | Zeit          | Gegner            | Zeit          | Gegner           | Zeit          | Rang   |
| ------------------ | --------------------- | ------------- | ------------- | ----------------------- | ------------- | ----------------- | ------------- | ----------------- | ------------- | ---------------- | ------------- | ------ |
| Frauen             |                       |               |               |                         |               |                   |               |                   |               |                  |               |        |
| Julia Dujmovits    | Parallel-Riesenslalom | DSQ           | 29            | ausgeschieden           | ausgeschieden | ausgeschieden     | ausgeschieden | ausgeschieden     | ausgeschieden | ausgeschieden    | ausgeschieden | 29     |
| Julia Dujmovits    | Parallel-Slalom       | 1:04,33 min   | 5             | Aljona Sawarsina        | −0,24 s       | Julie Zogg        | DSQ           | Corinna Boccacini | −5,18 s       | Anke Karstens    | −0,12 s       | Gold   |
| Marion Kreiner     | Parallel-Riesenslalom | 1:52,40 min   | 20            | ausgeschieden           | ausgeschieden | ausgeschieden     | ausgeschieden | ausgeschieden     | ausgeschieden | ausgeschieden    | ausgeschieden | 20     |
| Marion Kreiner     | Parallel-Slalom       | 1:03,58 min   | 1             | Jekaterina Tudegeschewa | −6,04 s       | Corinna Boccacini | +0,05 s       | ausgeschieden     | ausgeschieden | ausgeschieden    | ausgeschieden | 5      |
| Ina Meschik        | Parallel-Riesenslalom | 1:51,32 min   | 13            | Nicolien Sauerbreij     | −0,05 s       | Marianne Leeson   | −0,30 s       | Tomoka Takeuchi   | DSQ           | Aljona Sawarsina | +0,82 s       | 4      |
| Ina Meschik        | Parallel-Slalom       | 1:05,15 min   | 11            | Isabella Laböck         | −0,24 s       | Amelie Kober      | +0,01 s       | ausgeschieden     | ausgeschieden | ausgeschieden    | ausgeschieden | 8      |
| Claudia Riegler    | Parallel-Riesenslalom | 1:48,62 min   | 7             | Ester Ledecká           | +0,49 s       | ausgeschieden     | ausgeschieden | ausgeschieden     | ausgeschieden | ausgeschieden    | ausgeschieden | 11     |
| Claudia Riegler    | Parallel-Slalom       | 1:05,14 min   | 9             | Corinna Boccacini       | +2,78 s       | ausgeschieden     | ausgeschieden | ausgeschieden     | ausgeschieden | ausgeschieden    | ausgeschieden | 12     |
| Männer             |                       |               |               |                         |               |                   |               |                   |               |                  |               |        |
| Benjamin Karl      | Parallel-Riesenslalom | 1:37,44 min   | 5             | Nevin Galmarini         | +0,10 s       | ausgeschieden     | ausgeschieden | ausgeschieden     | ausgeschieden | ausgeschieden    | ausgeschieden | 10     |
| Benjamin Karl      | Parallel-Slalom       | 58,95 s       | 4             | Andreas Prommegger      | −0,19 s       | Patrick Bussler   | −0,15 s       | Vic Wild          | +0,04 s       | Aaron March      | −16,25 s      | Bronze |
| Lukas Mathies      | Parallel-Riesenslalom | DSQ           | DSQ           | DSQ                     | DSQ           | DSQ               | DSQ           | DSQ               | DSQ           | DSQ              | DSQ           | DSQ    |
| Lukas Mathies      | Parallel-Slalom       | 58,93 s       | 3             | Stefan Baumeister       | −0,45 s       | Aaron March       | +0,29 s       | ausgeschieden     | ausgeschieden | ausgeschieden    | ausgeschieden | 5      |
| Andreas Prommegger | Parallel-Riesenslalom | 1:39,76 min   | 16            | Andrei Sobolew          | −1,61 s       | Žan Košir         | +0,53 s       | ausgeschieden     | ausgeschieden | ausgeschieden    | ausgeschieden | 8      |
| Andreas Prommegger | Parallel-Slalom       | 59,58 s       | 13            | Benjamin Karl           | +0,19 s       | ausgeschieden     | ausgeschieden | ausgeschieden     | ausgeschieden | ausgeschieden    | ausgeschieden | 13     |
| Anton Unterkofler  | Parallel-Riesenslalom | 1:41,04 min   | 22            | ausgeschieden           | ausgeschieden | ausgeschieden     | ausgeschieden | ausgeschieden     | ausgeschieden | ausgeschieden    | ausgeschieden | 22     |
| Anton Unterkofler  | Parallel-Slalom       | 59,80 s       | 17            | ausgeschieden           | ausgeschieden | ausgeschieden     | ausgeschieden | ausgeschieden     | ausgeschieden | ausgeschieden    | ausgeschieden | 17     |

| Athleten            | Wettbewerbe    | Platzierungsrunde | Platzierungsrunde | Achtelfinale | Viertelfinale | Halbfinale    | Finale A/B    | Rang |
| Athleten            | Wettbewerbe    | Zeit              | Rang              | Rang         | Rang          | Rang          | Rang          | Rang |
| ------------------- | -------------- | ----------------- | ----------------- | ------------ | ------------- | ------------- | ------------- | ---- |
| Frauen              |                |                   |                   |              |               |               |               |      |
| Susanne Moll        | Snowboardcross | 1:25,43 min       | 21                | -            | 3             | DSQ           | DNS           | 12   |
| Maria Ramberger     | Snowboardcross | 1:24,45 min       | 17                | -            | 5             | ausgeschieden | ausgeschieden | 19   |
| Männer              |                |                   |                   |              |               |               |               |      |
| Hanno Douschan      | Snowboardcross | -                 | -                 | 2            | 3             | DSQ           | 4             | 10   |
| Alessandro Hämmerle | Snowboardcross | -                 | -                 | 2            | 5             | ausgeschieden | ausgeschieden | 17   |
| Markus Schairer     | Snowboardcross | -                 | -                 | 4            | ausgeschieden | ausgeschieden | ausgeschieden | 33   |

| Athleten                | Wettbewerbe | Qualifikation | Qualifikation | Halbfinale | Halbfinale | Finale        | Finale        | Rang |
| Athleten                | Wettbewerbe | Punkte        | Rang          | Punkte     | Rang       | Punkte        | Rang          | Rang |
| ----------------------- | ----------- | ------------- | ------------- | ---------- | ---------- | ------------- | ------------- | ---- |
| Frauen                  |             |               |               |            |            |               |               |      |
| Anna Gasser             | Slopestyle  | 95,50         | 1             | -          | -          | 51,75         | 10            | 10   |
| Männer                  |             |               |               |            |            |               |               |      |
| Adrian Krainer          | Slopestyle  | 24,25         | 14            | DNS        | DNS        | DNS           | DNS           | DNS  |
| Clemens Schattschneider | Slopestyle  | 90,00         | 6             | 29,50      | 17         | ausgeschieden | ausgeschieden | 17   |
| Mathias Weissenbacher   | Slopestyle  | 28,75         | 15            | 28,50      | 18         | ausgeschieden | ausgeschieden | 18   |